# هایک دمویان
هایک دمویان (ارمنی: Հայկ Դեմոյան؛ زادهٔ ۲۶ اوت ۱۹۷۵) تاریخ‌نگار و استاد دانشگاه اهل ارمنستان است که بین سال‌های ۲۰۰۶ تا ۲۰۱۸ رئیس انستیتو-موزه یادمان نسل‌کشی ارمنی‌ها در ایروان، ارمنستان بود.

## زندگی‌نامه
وی در ۲۶ اوت ۱۹۷۵ درگیومری به دنیا آمد و از دانشگاه دولتی ایروان فارغ‌التحصیل شد. وی همچنین برندهٔ جوایزی همچون مدال گارگین نژده مدال آندرانیک اوزانیان شده‌است دمویان در دانشگاه دولتی ایروان تدریس می‌کند.